# 프랑스 여자 핸드볼 국가대표팀
프랑스 여자 핸드볼 국가대표팀(프랑스어: Équipe de France féminine de handball)은 프랑스를 대표하여 국제 경기에 참가하는 핸드볼 국가대표팀이며, 프랑스 핸드볼 연맹이 운영하고 있다. 